# Muraenesocidae
A Muraenesocidae a csontos halak (Osteichthyes) főosztályának sugarasúszójú halak (Actinopterygii) osztályába, azon belül az angolnaalakúak (Anguilliformes) rendjébe tartozó család.
2 nem és 3 faj tartozik a családhoz.

## Rendszerezés
A családba az alábbi nemek és fajok tartoznak.
- Congresox (Gill, 1890) – 2 faj
  - Congresox talabon
  - Congresox talabonoides

- Cynoponticus (Costa, 1845) – 3 faj
  - Cynoponticus coniceps
  - Cynoponticus ferox
  - Cynoponticus savanna

- Muraenesox (McClelland, 1844) – 3 faj
  - Muraenesox bagio
  - Muraenesox cinereus
  - Muraenesox yamaguchiensis

- Oxyconger (Bleeker, 1864) – 1 faj
  - Oxyconger leptognathus

- Sauromuraenesox (Alcock, 1889) – 1 faj
  - Sauromuraenesox vorax